# Наушахро-Ферозе (округ)
Наушахро-Ферозе (урду ضِلع نوشہروفِيروز‎, англ. Naushahro Feroze District, синдхи نوشهرو فيروز ضلعو) — один из 23 округов пакистанской провинции Синд. Административный центр — город Наушахро-Ферозе.

## География
Площадь округа — 2 945 км². На севере граничит с округом Ларкана, на западе — с округом Даду, на юго-западе — с округом Джамшоро, на юге — с округом Навабшах, на востоке — с округом Хайрпур.

## Административно-территориальное деление
Округ делится на пять техсилов:
- Наушахро-Ферозе
- Моро
- Бхирия
- Кандиаро
- Мехрабпур

## Население
По данным переписи 1998 года, население округа составляло 1 087 571 человек, из которых мужчины составляли 52,28 %, женщины — соответственно 47,72 %. Уровень грамотности населения (от 10 лет и старше) составлял 39,1 %. Уровень урбанизации — 17,69 %. Средняя плотность населения — 369,3 чел./км².